# Provinz Charcas
Charcas ist eine Provinz im Departamento Potosí im Hochland des südamerikanischen Anden-Staates Bolivien.

## Lage
Die Provinz Charcas ist eine von sechzehn Provinzen im Departamento Potosí. Sie liegt zwischen 17° 57' und 18° 36' südlicher Breite und zwischen 65° 21' und 66° 19' westlicher Länge. Sie grenzt im Norden an die Provinz Bernardino Bilbao, im Nordwesten an die Provinz Alonso de Ibáñez, im Südwesten an die Provinz Rafael Bustillo, im Süden an die Provinz Chayanta, und im Osten an das Departamento Cochabamba. Die Provinz erstreckt sich über etwa 125 Kilometer in Ost-West-Richtung und 100 Kilometer in Nord-Süd-Richtung.

## Bevölkerung
Die Einwohnerzahl der Provinz Charcas ist in den vergangenen drei Jahrzehnten um knapp ein Viertel angestiegen:
| Jahr | Einwohner | Quelle       |
| ---- | --------- | ------------ |
| 1992 | 31 233    | Volkszählung |
| 2001 | 38 174    | Volkszählung |
| 2012 | 40 882    | Volkszählung |
| 2024 | 38 680    | Volkszählung |

Hauptstadt und größte Stadt der Provinz ist San Pedro de Buena Vista mit 1.131 Einwohnern. (2012)

## Gliederung
Die Provinz unterteilt sich laut der letzten Volkszählung von 2024 in die folgenden zwei Verwaltungsbezirke (bolivianisch „Municipios“):
- 05-0501 Municipio San Pedro de Buena Vista – 27.961 Einwohner
- 05-0502 Municipio Toro Toro – 10.719 Einwohner

## Ortschaften in der Provinz Charcas
- Municipio San Pedro de Buena Vista
  - San Pedro de Buena Vista 1131 Einw. – Chiro Kasa 651 Einw. – Toracarí 561 Einw. – Jatun Jila 508 Einw. – Quinamara 474 Einw. – Orka 441 Einw. – Cochu 301 Einw. – Pocoatillo 261 Einw. – Ñequeta 252 Einw. – Cala Chicota 237 Einw. – Cusumi 236 Einw. – Cayastia 220 Einw. – Viluyo 219 Einw. – Saucini 219 Einw. – Micani 197 Einw. – Esquencachi 164 Einw. – Huancarani (Chari Chari) 163 Einw. – Huaychayapu 147 Einw. – Tola Tola 123 Einw. – Huaylloma 105 Einw. – Coral Khasa 90 Einw. – Huaraca 75 Einw.

- Municipio Toro Toro
  - Toro Toro 1304 Einw. – Añahuani 558 Einw. – Carasi 325 Einw. – Calahuta 246 Einw. – Pocosuco 223 Einw. – Rodeo Escalon - Añahuani 215 Einw. – Julo Grande 200 Einw. – Molle Cancha 190 Einw. – Saca Villque Sub Pocosuco 64 Einw.